# Torymoides fuscus
Torymoides fuscus is een vliesvleugelig insect uit de familie Torymidae. De wetenschappelijke naam is voor het eerst geldig gepubliceerd in 2010 door Zhao & Xiao.